# Dendrocalamus macroculmis
Dendrocalamus macroculmis är en gräsart som först beskrevs av Marie Auguste Rivière, och fick sitt nu gällande namn av Jean Houzeau de Lehaie. Dendrocalamus macroculmis ingår i släktet Dendrocalamus och familjen gräs. Inga underarter finns listade i Catalogue of Life.